# 陈志列
陈志列（1963年6月—），江苏无锡人，中华人民共和国企业家，研祥高科技控股集团董事局主席，第十一届、第十二届、第十三届全国政协委员。2018年，被评为改革开放40年百名杰出民营企业家。